# Manigri-Kambolé
Manigri-Kambolé (auch: Manigri, Ana, Edo Nago, Southwest Ede, Kambolé) ist die Sprache des Volkes der Kambole.
Manigri-Kambolé gehört zur Sprachgruppe der Benue-Kongo-Sprachen.
Es soll nur noch ca. 70.000 (SIL 2002) Sprecher geben. Im Togo gibt ca. 40.000 (SIL 2002) Sprecher, im Benin ca. 30.000 (SIL 2002).
Im Benin leben die Sprecher des Manigri-Kambolé in der Donga Province in der Subpräfektur Bassila südlich und westlich der Stadt Bassila sowie in der Subpräfektur Bante südlich von Bassila. In Togo leben die Sprecher vorwiegend in der Region Centrale in der Präfektur Tchamba in den Städten Kambolé und einigen umgebenden Dörfern.
Manigri-Kambolé gehört zur Sprachfamilie der Ede-Sprachen. Es besteht eine 87- bis 91-prozentige lexikalische Übereinstimmung mit Ede Nago und zu 77 Prozent mit Yoruba sowie zu 78 Prozent zu Ife. Das Sprachgebiet der Nanigri-Kanbolé liegt an der jeweiligen Grenze zwischen Togo und Benin.